# Jiagu
Jiagu (kinesiska: 甲谷, 甲谷乡) är en socken i Kina. Den ligger i den autonoma regionen Tibet, i den sydvästra delen av landet, omkring 430 kilometer väster om regionhuvudstaden Lhasa. Antalet invånare är 1 871. Befolkningen består av 957 kvinnor och 914 män. Barn under 15 år utgör 28,0 %, vuxna 15-64 år 65 %, och äldre över 65 år 5,0 %.
Genomsnittlig årsnederbörd är 617 millimeter. Den regnigaste månaden är juli, med i genomsnitt 139 mm nederbörd, och den torraste är december, med 18 mm nederbörd.